# Aglaomelissa duckei
Aglaomelissa duckei là một loài Hymenoptera trong họ Apidae. Loài này được Friese mô tả khoa học năm 1906.